# Adelphydraena spangleri
Adelphydraena spangleri är en skalbaggsart som beskrevs av Perkins 1989. Adelphydraena spangleri ingår i släktet Adelphydraena och familjen vattenbrynsbaggar. Inga underarter finns listade i Catalogue of Life.